# Мечеть волосся Пророка
Мечеть волосся Пророка або Джаме Муї Мобарак (дарі Jame Mui Mobarak) — мечеть XIX століття в афганському місті Кандагар, побудована для зберігання волосся пророка Мухаммеда. Одна з основних визначних пам'яток міста; стан у жовтні 2013 – відмінний. За наявними відомостями, волосся в ній більше не зберігається.
У 1768 від еміра Бухари отримано в подарунок місту Кандагару волосся, а також фрагмент накидки (плаща) пророка Мухаммеда. Для зберігання подарунків збудовані дві міські мечеті: мечеть волосся Пророка (Джамі-Муї-Мобарак) та мечеть плаща Пророка ( Да-Керка-Сариф-Зіарат) (вхід для немусульман закритий).
Через затінений двір мечеті протікає канал. Колись на тому місці був притулок для мандрівників.